# Риддервалль, Калле
Карл «Калле» Риддервалль (швед. Carl «Calle» Ridderwall; 28 мая 1988, Стокгольм, Швеция) — шведский хоккеист, нападающий.

## Карьера
19 июня 2015 года подписал контракт с клубом КХЛ «Сибирь». 
Всего в КХЛ провёл 125 матчей: 68 игр в регулярном чемпионате (7+11 очков) и 18 игр в плей-офф за пражский «Лев», 57 матчей (7+20 очков) за «Сибирь».